# برادلي بارنز
برادلي بارنز (20 أكتوبر 1988 في جنوب أفريقيا - ) (بالإنجليزية: Bradley Barnes)‏ هو لاعب كريكت جنوب أفريقي. لعب مع دلفين وCape Cobras ‏ وفريق كوازولو ناتال للكريكت ‏.

## وصلات خارجية
- برادلي بارنز على موقع إي آس بي آن كريك إنفو (الإنجليزية)